# TJ Krásné Loučky
Tělovýchovná jednota Krásné Loučky je český] fotbalový klub z krnovské místní části Krásné Loučky, který byl založen v roce 1946. Od sezóny 2004/05 hraje I. B třídu Moravskoslezského kraje (7. nejvyšší soutěž).
Své domácí zápasy odehrává na stadionu Krásné Loučky.

## Historické názvy
- TJ Sokol Krásné Loučky (Tělovýchovná jednota Sokol Krásné Loučky)
- TJ Krásné Loučky (Tělovýchovná jednota Krásné Loučky)

## Umístění v jednotlivých sezonách
Zdroj: 
Stručný přehled
- 2004–2015: I. B třída Moravskoslezského kraje – sk. A
- 2015–2018: I. A třída Moravskoslezského kraje – sk. A
- 2018–: I. B třída Moravskoslezského kraje – sk. A

Jednotlivé ročníky
Legenda: Z - zápasy, V - výhry, R - remízy, P - porážky, VG - vstřelené góly, OG - obdržené góly, +/- - rozdíl skóre, B - body, červené podbarvení - sestup, zelené podbarvení - postup, fialové podbarvení - reorganizace, změna skupiny či soutěže
| Česko (2004 – ) |                                            |        |    |    |   |    |    |    |     |    |        |
| Sezóny          | Liga                                       | Úroveň | Z  | V  | R | P  | VG | OG | +/- | B  | Pozice |
| 2004/05         | I. B třída Moravskoslezského kraje – sk. A | 7      | 26 | 13 | 4 | 9  | 46 | 29 | +17 | 43 | 5.     |
| 2005/06         | I. B třída Moravskoslezského kraje – sk. A | 7      | 26 | 7  | 3 | 16 | 35 | 56 | −21 | 24 | 12.    |
| 2006/07         | I. B třída Moravskoslezského kraje – sk. A | 7      | 26 | 12 | 3 | 11 | 52 | 48 | +4  | 39 | 6.     |
| 2007/08         | I. B třída Moravskoslezského kraje – sk. A | 7      | 26 | 16 | 3 | 7  | 74 | 38 | +36 | 51 | 2.     |
| 2008/09         | I. B třída Moravskoslezského kraje – sk. A | 7      | 26 | 7  | 8 | 11 | 44 | 58 | −14 | 29 | 11.    |
| 2009/10         | I. B třída Moravskoslezského kraje – sk. A | 7      | 26 | 8  | 6 | 12 | 34 | 43 | −9  | 30 | 11.    |
| 2010/11         | I. B třída Moravskoslezského kraje – sk. A | 7      | 26 | 13 | 5 | 8  | 59 | 43 | +16 | 44 | 3.     |
| 2011/12         | I. B třída Moravskoslezského kraje – sk. A | 7      | 26 | 14 | 2 | 10 | 48 | 43 | +5  | 44 | 4.     |
| 2012/13         | I. B třída Moravskoslezského kraje – sk. A | 7      | 26 | 10 | 6 | 10 | 41 | 38 | +3  | 36 | 6.     |
| 2013/14         | I. B třída Moravskoslezského kraje – sk. A | 7      | 26 | 8  | 7 | 11 | 50 | 53 | −3  | 31 | 11.    |
| 2014/15         | I. B třída Moravskoslezského kraje – sk. A | 7      | 26 | 18 | 6 | 2  | 50 | 20 | +30 | 60 | 2.     |
| 2015/16         | I. A třída Moravskoslezského kraje – sk. A | 6      | 26 | 8  | 5 | 13 | 28 | 49 | −21 | 29 | 10.    |
| 2016/17         | I. A třída Moravskoslezského kraje – sk. A | 6      | 26 | 10 | 2 | 14 | 31 | 55 | −24 | 32 | 12.    |
| 2017/18         | I. A třída Moravskoslezského kraje – sk. A | 6      | 26 | 5  | 5 | 16 | 29 | 55 | −26 | 20 | 13.    |
| 2018/19         | I. B třída Moravskoslezského kraje – sk. A | 7      | 26 | 17 | 3 | 6  | 58 | 42 | +16 | 54 | 3.     |
| 2019/20         | I. B třída Moravskoslezského kraje – sk. A | 7      | 13 | 5  | 3 | 5  | 20 | 19 | +1  | 18 | 8.     |
| 2020/21         | I. B třída Moravskoslezského kraje – sk. A | 7      | 9  | 2  | 1 | 6  | 15 | 24 | −9  | 13 | 7.     |
| 2021/22         | I. B třída Moravskoslezského kraje – sk. A | 7      | 26 | 9  | 6 | 11 | 46 | 61 | -25 | 33 | 10.    |
| 2022/23         | I. B třída Moravskoslezského kraje – sk. A | 7      | 26 | 19 | 3 | 4  | 69 | 25 | +44 | 60 | 2.     |
| 2023/24         | I. B třída Moravskoslezského kraje – sk. A | 7      | 24 | 12 | 6 | 6  | 54 | 49 | +5  | 42 | 5.     |
| 2024/25         | I. B třída Moravskoslezského kraje – sk. A | 7      | 26 | 11 | 4 | 11 | 49 | 51 | −2  | 37 | 7.     |

Poznámky:
- 2019/20: Sezona nedohrána kvůli pandemii covidu-19.
- 2020/21: Sezona nedohrána kvůli pandemii covidu-19.